# Haitis herrlandslag i fotboll
Haitis herrlandslag i fotboll spelade sin första match när man den 9 mars 1925 bortaslog Jamaica med 1-0.

## Historik
Haitis fotbollsförbund bildades 1904 och är medlem av Fifa och Concacaf. 
Laget var framgångsrikt på 1970-talet och man tog sig bland annat till VM i Västtyskland 1974. 

### VM
- 1930 - Deltog ej
- 1934 - Kvalade inte in
- 1938 - Deltog ej
- 1950 - Deltog ej
- 1954 - Kvalade inte in
- 1958 - Deltog ej
- 1962 - Deltog ej
- 1966 - Deltog ej
- 1970 - Kvalade inte in
- 1974 - Första omgången
- 1978 - Kvalade inte in
- 1982 - Kvalade inte in
- 1986 - Kvalade inte in
- 1990 - Deltog ej
- 1994 till 2022 - Kvalade inte in

Haiti tog sig vidare till slutspelet 1974 före Trinidad och Tobago efter seger med 2-1 i inbördesmötet. Slutomgången spelades helt på hemmaplan.
I kvalet till VM i Tyskland 2006 åkte man ut i första omgången efter oavgjort och förlust mot Jamaica.

### VM 1974
Haiti förlorade första matchen med 1-3 mot Italien. Andra matchen förlorade man med 0-7 mot Polen, som senare kom trea. Nästa match förlorade Haiti med 1-4 mot Argentina, vilket medförde att Haiti inte gick vidare. Haitis båda mål gjorde Emmanuel Sanon.

### Concacaf Gold Cup
- 1941 - Deltog ej
- 1943 - Deltog ej
- 1946 - Deltog ej
- 1948 - Deltog ej
- 1951 - Deltog ej
- 1953 - Deltog ej
- 1955 - Deltog ej
- 1957 - 1:a plats
- 1960 - Deltog ej
- 1961 - 2:a plats
- 1963 - Deltog ej
- 1965 - 6:e plats (sist)
- 1967 - 5:e plats
- 1969 - Deltog ej
- 1971 - 2:a plats
- 1973 - 1:a plats
- 1977 - 2:a plats
- 1981 - 6:e plats (sist)
- 1985 - Första omgången
- 1989 - Deltog ej
- 1991 - Kvalade inte in
- 1993 - Deltog ej
- 1996 - Deltog ej
- 1998 - Drog sig ur
- 2000 - Första omgången
- 2002 - Kvartsfinal
- 2003 - Kvalade inte in
- 2005 - Kvalade inte in
- 2007 - Första omgången
- 2009 - Kvartsfinal
- 2011 - Kvalade inte in
- 2013 - Första omgången
- 2015 - Kvartsfinal
- 2017 - Kvalade inte in
- 2019 - Semifinal
- 2021 - Första omgången
- 2023 - Första omgången

### Karibiska mästerskapet
- 1989 - Deltog ej
- 1990 - Deltog ej
- 1991 - Kvalade inte in
- 1992 - Deltog ej
- 1993 - Deltog ej
- 1994 - Första omgången
- 1995 - Deltog ej
- 1996 - Första omgången
- 1997 - Drog sig ur
- 1998 - 3:e plats
- 1999 - Semifinal
- 2001 - 2:a plats
- 2005 - Kvalade inte in
- 2007 - 1:a plats

Haiti tog silver i turneringen 2001 efter finalförlust mot Trinidad och Tobago (0-3).
Första vinsten kom 2007 efter 2-1 mot värdlandet Trinidad och Tobago.
Haiti vann även CFU-mästerskapet 1979. Turneringen var föregångaren till nuvarande Karibiska mästerskapet.